# Onithochiton
Onithochiton is een geslacht van keverslakken uit de familie Chitonidae.  

## Soorten
- Onithochiton hirasei Pilsbry, 1901 - Roodzoomkeverslak
- Onithochiton ashbyi Bednall & Matthews, 1906
- Onithochiton discrepans Hedley & Hull, 1912
- Onithochiton erythraeus Thiele, 1909
- Onithochiton gotoi Van Belle, 1993
- Onithochiton helenae (Mackay, 1933)
- Onithochiton literatus (Krauss, 1848)
- Onithochiton lyellii (Sowerby in Broderip & Sowerby, 1832)
- Onithochiton maillardi (Deshayes, 1863)
- Onithochiton margueritae Kaas, Van Belle & Strack, 2006
- Onithochiton noemiae (Rochebrune, 1884)
- Onithochiton oliveri Iredale, 1914
- Onithochiton quercinus (Gould, 1846)
- Onithochiton societatis Thiele, 1909
- Onithochiton stracki Sirenko, 2012
- Onithochiton undulatus (G.B. Sowerby I, 1839)
- Onithochiton wahlbergi (Krauss, 1848)